# 豊壌趙氏
豊壌趙氏（プンヤンジョし、ほうじょうちょうし、풍양조씨）は、朝鮮の氏族の一つ。本貫は豊壌（南楊州）である。2015年の調査では、124,262人である。
豊壌は三国史記にもある地名で、高句麗の骨衣内（骨衣奴）を景徳王が荒壌県と改名したものである。
始祖は高麗の建国の功臣・趙孟。趙孟は豊壌県の有力者ではじめは趙巌と名乗っていたが、後三国時代に王建に味方し、王建から孟の名を下賜された。
李氏朝鮮後期には、安東金氏との権力抗争を行ったことで知られている。安東金氏を牽制するために純祖によって趙万永（チョ・マニョン）ら豊壌趙氏の一族が重用された。孝明世子の妃に趙万永の娘が選ばれ（神貞王妃）、彼女は憲宗を生んだ。豊壌趙氏と安東金氏はそれぞれ外戚として権力を争ったが、憲宗の没後、安東金氏によって哲宗が立てられると豊壌趙氏は勢力を失った。

## 人口分布と集姓村
人口数、割合はいずれも2015年統計。集姓村のある地域は以下の通りである。
- 京畿道金浦市（1,389人、総人口の0.45%）
  - 月串面
- 江原特別自治道楊口郡（349人、総人口の1.69%）
  - 南面竹里
- 慶尚北道尚州市（1,244人、総人口の1.34%）
  - 洛東面升谷里
  - 洛東面云坪里
- 全羅北道群山市（1,939人、総人口の0.77%）
  - 新観洞
- 全羅南道康津郡（255人、総人口の0.78%）
  - 城田面松月里
- 忠清南道扶余郡（1,583人、総人口の2.5%。全国で総人口に占める比例が最も高い地域である）
  - 場岩面紙土里
  - 場岩面上黄里
  - 場岩面下黄里
- 黄海道安岳郡
  - 安谷面長月里
- 平安南道龍岡郡
  - 陽谷面樵杻里[3]